# Epiperipatus nicaraguensis
Epiperipatus nicaraguensis är en klomaskart som först beskrevs av Eugène Louis Bouvier 1900.  Epiperipatus nicaraguensis ingår i släktet Epiperipatus och familjen Peripatidae. Inga underarter finns listade i Catalogue of Life.